# Helvetia humillima
Helvetia humillima là một loài nhện trong họ Salticidae.
Loài này thuộc chi Helvetia. Helvetia humillima được Cândido Firmino de Mello-Leitão miêu tả năm 1943.